# Carcelia tibialis
Carcelia tibialis är en tvåvingeart som först beskrevs av Robineau-desvoidy 1863.  Carcelia tibialis ingår i släktet Carcelia och familjen parasitflugor. Arten är reproducerande i Sverige. Inga underarter finns listade i Catalogue of Life.